# Apeliotes
Na mitologia grega, Apeliotes é um dos Ventos, deuses responsáveis pelo vento. Apeliotes é o vento leste. 